# Питсуван, Сурин
Сурин Питсуван (тайск. สุรินทร์ พิศสุวรรณ; 28 октября 1949 — 30 ноября 2017) — тайский политик, министр иностранных дел Таиланда (1997—2001); 12-й Генеральный секретарь Ассоциации государств Юго-Восточной Азии. Родился в провинции Накхонситхаммарат в тайской семье Малайского происхождения.

## Биография
Сурин Питсуван родился 28 октября 1949 года в тайской семье Малайского происхождения в провинции Накхонситхаммарат, Таиланд. В 1972 году с отличием закончил частный колледж Клэрмонта МакКенна в городе Клермонт, штат Калифорния. Учился в университете Таммасат, Таиланд. С 1977 по 1980 год учился в Тайском исследовательском институте, Фонде Форда, Университете Тхаммасат. С 1974 по 1978 год был стипендиатом Фонда Рокфеллера. В Гарвардском университете Сурин Питсуван получил степень магистра искусств. Потом занимался исследовательской работой в Американском университете в Каире.

## Политическая карьера
В 1986 году Сурин Питсуван был избран в парламент Таиланда от провинции Накхонситхаммарат, где вскоре стал секретарём спикера Палаты представителей. В 1988 году был назначен помощником министра внутренних дел. С 1992 до 1995 год занимал должность заместителя Министра иностранных дел. В 1997 году стал Министром иностранных дел. В этой должности он работал до 2001 года. Позднее был председателем Ассоциации государств Юго-Восточной Азии (АСЕАН).
В дополнение к политической карьере, Сурин преподавал в университете Таммасат, с 1980 по 1992 год писал статьи для двух английских ежедневных газет в Бангкоке. Преподавал в Американском университете в Вашингтоне, округ Колумбия. С 2003 года является членом попечительского совета Фонда «Азия».
С 1985 до 1986 год Сурин Питсуван был заместителем декана по науке факультета политологии, затем проректором по учебной работе университета Таммасат. В последующем Сурин Питсуван был членом комиссии по безопасности человека, членом Консультативного совета Международной комиссии по вопросам государственного суверенитета, членом Всемирной комиссии по социальным аспектам глобализации.
В 2004—2006 годах Сурин обсуждался в тайских СМИ, как возможный преемник Генерального секретаря ООН Кофи Аннана, однако не получил официальной поддержки от тайского правительства и премьер-министра Таксина Чинавата, так как был связан с демократической партией Таиланда, находящейся в оппозиции.
18 июня 2007 года Кабинет министров Таиланда единогласно одобрил кандидатуру Сурина Питсувана на должность Генерального секретаря Ассоциации государств Юго-Восточной Азии (АСЕАН). В этой должности он был утверждён в июле 2007 года министрами иностранных дел стран АСЕАН во время проведения 40-й ежегодной встречи в Маниле. Срок его полномочий Генеральным секретарём составлял 5 лет.
1 января 2013 года он передал свой пост Ле Лыонг Миню, который стал новым секретарём АСЕАН.
С октября 2013 года Сурин работает членом правления «Центра гуманитарного диалога». Организация занимается посредничеством между конфликтующими сторонами по предотвращению или прекращению вооружённых конфликтов.